# 1895

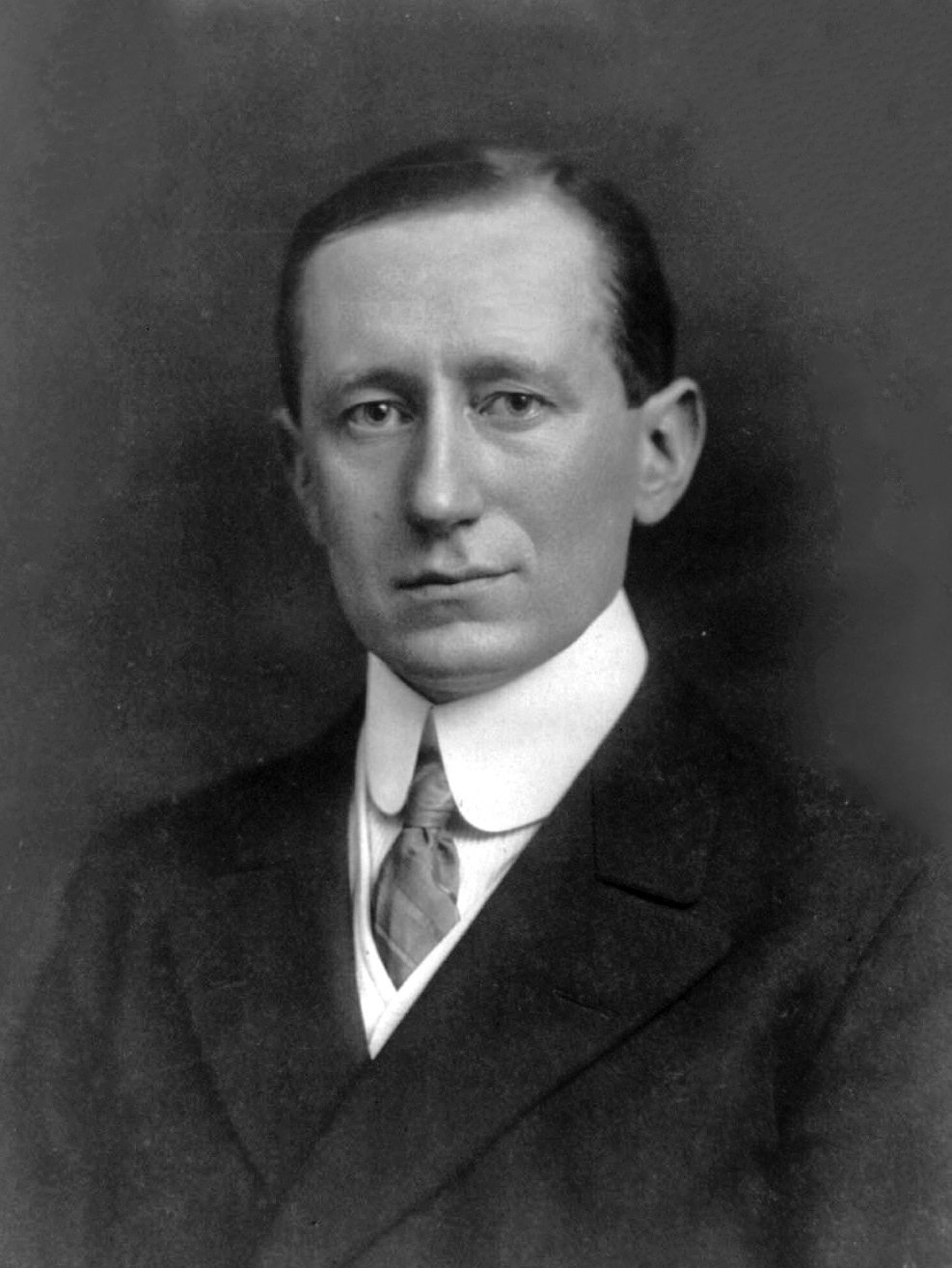
Guglielmo Marconi

Het jaar 1895 is het 95e jaar in de 19e eeuw volgens de christelijke jaartelling.

## Gebeurtenissen
januari
- 5 - De Franse legerkapitein Alfred Dreyfus wordt tijdens een geheim proces wegens spionage tot levenslang veroordeeld en gedeporteerd naar het Duivelseiland.

februari
- 17 - In de New York Journal verschijnt het eerste stripverhaal: The Yellow Kid, de avonturen van een jongetje in een geel hemd, met voor het eerst teksten in ballonnetjes.
- 28 - Rotterdam annexeert de buurgemeenten Kralingen en Charlois. Hierdoor wordt ook Katendrecht een Rotterdamse buurt.

maart
- 20 - Over de grens bij Lobith ontploft een lading dynamiet.[1] De lading bestaat uit 9.000 kisten met 225.000 kilo aan gewicht verdeeld over zes schepen. Even na 18.30 uur klinkt een harde explosie enkele seconden later gevolgd door nog twee explosies. Een van de schepen is ontploft, met dertien doden als gevolg. Tot tien kilometer in de omgeving sneuvelen ruiten. Als een wonder worden de andere schepen gespaard ondanks dat er twee schepen zijn gezonken. De knal is zelfs tot in Friesland en Groningen nog opgemerkt. In de Achterhoek denken de mensen dat er een aardbeving gaande is.
- 22 - De gebroeders Lumière draaien de eerste film.

april
- 11 - De Cubaanse dichter en nationalist José Martí leidt een landing van Cubaanse bannelingen en voegt zich bij de troepen van de rebelse generaal Máximo Gómez.
- 16 - Oprichting van Hockey en Bandy Club "Haarlem & Omstreken", een van de voorlopers van het huidige HC Bloemendaal.
- 17 -  Tussen China en Japan wordt het vredesverdrag van Shimonoseki ondertekend. China erkent daarbij de onafhankelijkheid van Korea en moet samen met het schiereiland Liaodong ook Taiwan en Penghu afstaan aan Japan.
- 23 - Drie Landen-interventie tegen Japan, dat wordt gevraagd om Liaodong terug te geven aan China.
- 30 - Het Italiaanse koningspaar opent een kunsttentoonstelling in Caffè Florian op het San Marcoplein in Venetië, ter gelegenheid van hun zilveren huwelijk. Het is de voorloper van de Biënnale van Venetië.

mei
- 7 - Aleksandr Popov demonstreert radiotelegrafie voor leden van de Russische Sociëteit Natuurkunde en Chemie.
- 19 - José Martí komt om in de veldslag met de Spaanse troepen in de slag om Dos Ríos
- 25 - Oscar Wilde wordt veroordeeld tot twee jaar gevangenisstraf wegens sodomie.

juli
- 11 - De gebroeders Lumière vertonen hun film aan wetenschappers.

augustus
- 10 - Eerste uitvoering van de Proms.
- 19 - De eerste cabaretvoorstelling in Nederland vindt plaats in een nachtgelegenheid in de Amsterdamse Quellijnstraat. De 27-jarige Eduard Jacobs heeft de kunstvorm meegebracht uit Parijs.

september
- 11 - Het Belgische parlement stemt in met de bouw van een nieuwe haven voor Brugge, het huidige Zeebrugge.
- 15 - In België wordt de wet Schollaert (vierde organieke wet op het lager onderwijs) van kracht.

oktober
- 15 - Eerste colleges op de London School of Economics, opgericht door de Fabian Society met geld dat Sidney Webb en Beatrice Potter hebben geërfd.
- 30 - De stad Erzurum in het Ottomaanse rijk is toneel van een pogrom gericht tegen de Armeense bevolking van de stad. Volgens berichten komen hierbij circa 1.200 mensen om het leven.

november
- 1 - In de Koerdisch-Turkse stad Diyarbakir  breken na het vrijdaggebed hevige rellen uit. Doelwit zijn de christenen in de stad voornamelijk Armeniërs en Arameeërs. Meer dan 3000 van hen vluchtten in kerken en onder andere het Franse consulaat. Als de rellen na drie dagen luwen, blijken minstens 1000 Armeniërs te zijn gedood. Nog eens 1000 personen worden vermist.
- 8 - Wilhelm Conrad Röntgen ontdekt de naar hem genoemde röntgenstralen.
- 25 - Oprichting van de Maatschappij van de Brugse Zeevaartinrichtingen met als doel de aanleg van de zeehaven Zeebrugge.
- 25 - Zwitserland en Italië sluiten een verdrag voor de aanleg van een spoorlijn door de Simplonpas.
- 27 - Alfred Nobel maakt zijn testament op en roept daarin de Nobelprijzen in het leven.

december
- 29 - Leander Starr Jameson begint de Jameson Raid in de Zuid-Afrikaansche Republiek.

zonder datum
- Guglielmo Marconi maakt het eerste geslaagde radiocontact.
- De Biënnale van Venetië wordt voor het eerst gehouden.
- Opening van de ijzerertsmijnen van Bell Island in Newfoundland.
- Vanwege een verbod in Rusland wordt de uitgave van het blad Esperantisto gestaakt (zie geschiedenis van het Esperanto).
- Het Grand International Chess Congress in Hastings heeft zijn sterkst bezette en meest bekende aflevering.
- Het eerste seizoen van de Belgische voetbalcompetitie wordt door de juist opgerichte sportbond UBSSA ingericht.  De competitie bestaat slechts uit zeven clubs, waarvan er vier uit het Brusselse komen.
- In Biel, Zwitserland, wordt voor het eerst het Eidgenössischer Schwing- und Älplerfest gehouden.

## Muziek
- De Finse componist Jean Sibelius componeert Skogsrået, opus 15
- Edvard Grieg componeert Den bergtekne, opus 32
- 9 februari: eerste uitvoering van liedjes uit Griegs Syv barnlige sange
- 3 maart: eerste en voor lange tijd enige uitvoering van de Symfonische fantasie van Armas Järnefelt
- 5 april: eerste uitvoering van Requiem for alto, choir and orchestra van Asger Hamerik
- 17 mei: eerste uitvoering van Varde en Tord Foleson van Johan Halvorsen
- 21 november: eerste uitvoering van Gud signe Noregs land in de versie van Johan Halvorsen

## Beeldende kunst

De ontvoering van Psyche (1895) William-Adolphe Bouguereau
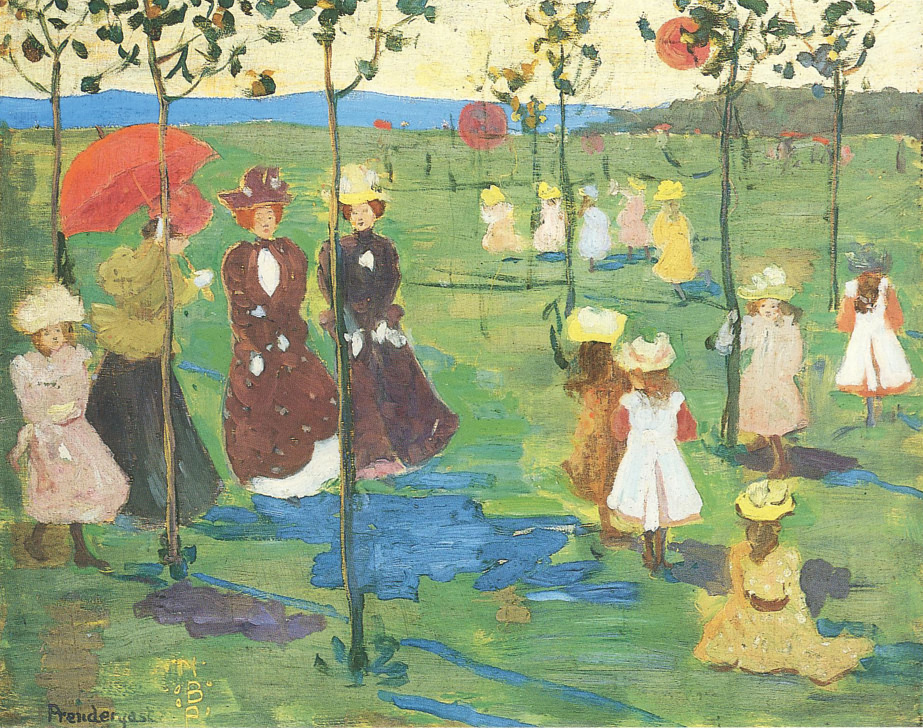
Franklin Park, Boston (1895) Maurice Prendergast

## Bouwkunst

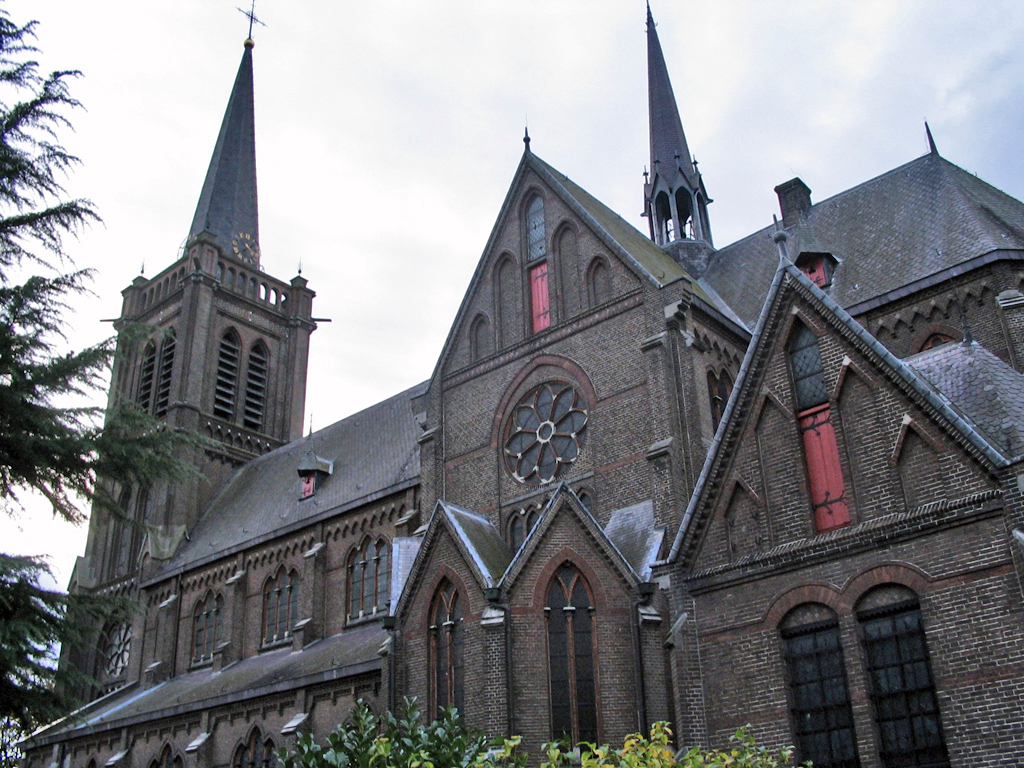
Sint-Willibrorduskerk, Heeswijk, Petrus Stornebrink
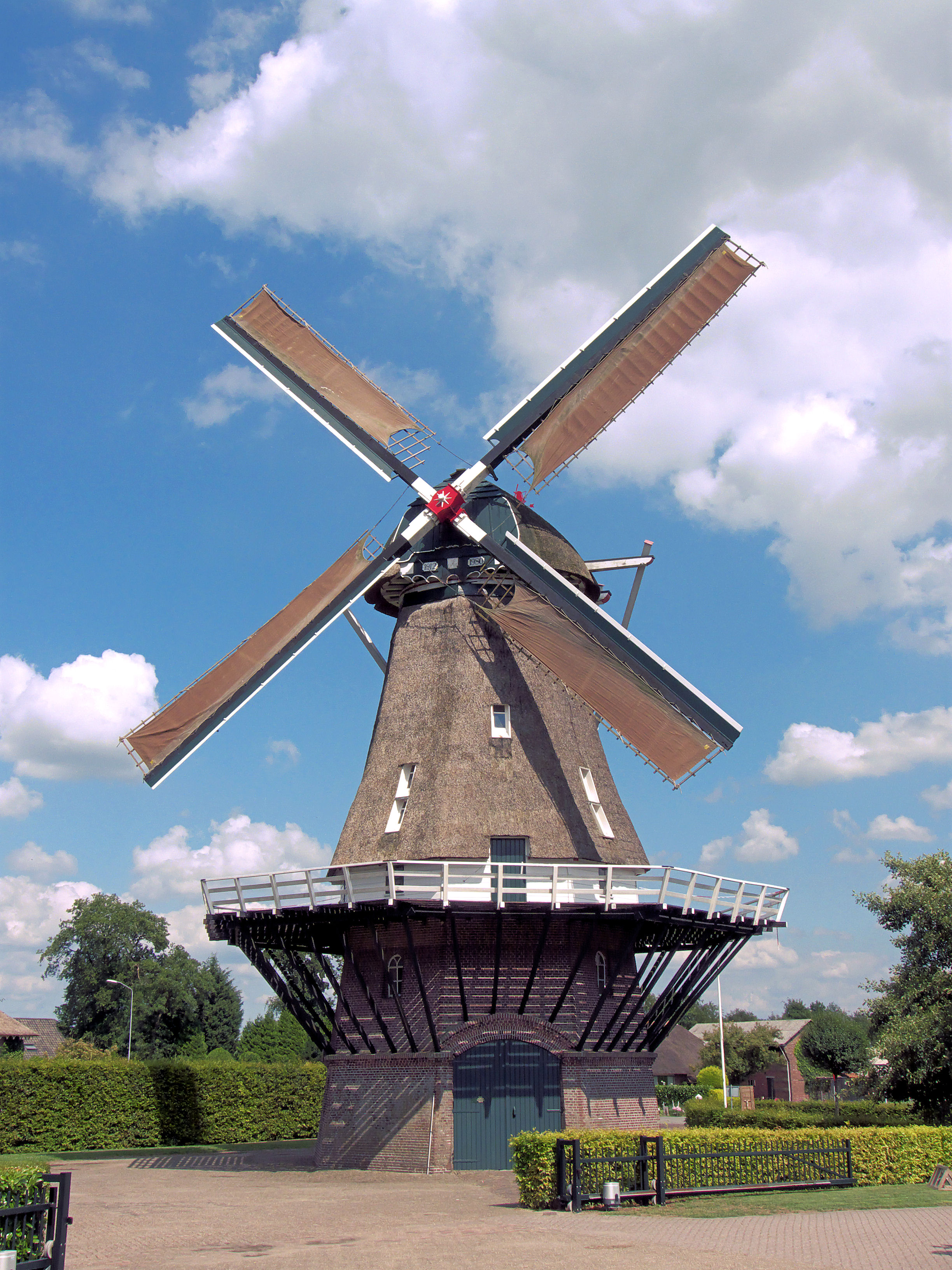
Walderveense molen

## Geboren

### januari
- 1 - J. Edgar Hoover, Amerikaans hoofd van de FBI (overleden 1972)
- 2 - Folke Bernadotte, Zweeds diplomaat (overleden 1948)
- 3 - Jan Kijne, Nederlands verzetsstrijder (overleden 1941)
- 15 - Artturi Ilmari Virtanen, Fins biochemicus en Nobelprijswinnaar (overleden 1973)
- 17 - John Duff, Canadees autocoureur (overleden 1958)
- 21 - Cristóbal Balenciaga, Spaans modeontwerper
- 24 - Joop Holsbergen, Nederlands tekenaar, schilder en beeldhouwer (overleden 1990)
- 26 - Theo Slot, Nederlands vliegtuigontwerper (overleden 1949)
- 27 - Lawrence Peyton, Amerikaans acteur (overleden 1918)

### februari
- 4 - Nigel Bruce, Mexicaans-Brits acteur (overleden 1953)
- 4 - Hanns Albin Rauter, Duits oorlogsmisdadiger (overleden 1949)
- 4 - Annie Romein-Verschoor, Nederlands schrijfster en historica (overleden 1978)
- 6 - Babe Ruth, Amerikaans honkballer (overleden 1948)
- 14 - Wilhelm Burgdorf, Duits generaal (overleden 1945)
- 15 - Jovita Fuentes, Filipijns operazangeres (overleden 1978)
- 15 - Tommy Thomson, Canadees atleet (overleden 1971)
- 16 - Garrett Gilmore, Amerikaans roeier (overleden 1969)
- 21 - Henrik Dam, Deens biochemicus, fysioloog en Nobelprijswinnaar (overleden 1976)
- 28 - Obbe Norbruis, Nederlands burgemeester (overleden 1970)

### maart
- 1 - Yuki Ogura, Japanse nihonga schilderes (overleden 2000)
- 6 - Tata Mirando, musicus, leider en oprichter van het zigeunerorkest Tata Mirando (overleden 1967)
- 7 - Neco, Braziliaans voetballer (overleden 1977)
- 9 - Albert Göring, Duits zakenman en verzetsstrijder (overleden 1966)
- 13 - Luigi Cevenini, Italiaans voetballer en voetbalcoach (overleden 1968)
- 15 - Tobie Goedewaagen, Nederlands filosoof en politicus (overleden 1980)
- 18 - Ion Barbu (Dan Barbillian), Roemeens wiskundige en dichter (overleden 1961)
- 20 - Robert Benoist, Frans autocoureur en verzetsstrijder (overleden 1944)
- 23 - Encarnacion Alzona, Filipijns historicus en schrijver (overleden 2001)
- 24 - Ragnar Melén, Zweeds atleet (overleden 1961)

### april
- 9 - Mance Lipscomb, Amerikaans gitarist (overleden 1976)
- 10 - Gustav Lombard, Duits generaal (overleden 1992)
- 16 - Sir Ove Nyquist Arup, Engels-Deens ingenieur en stichter van het ingenieursbureau Arup (overleden 1988)
- 19 - Anton Pieck, Nederlands kunstenaar, tweelingbroer van Henri (overleden 1987)
- 19 - Henri Pieck, Nederlands architect, tekenaar en kunstschilder, tweelingbroer van Anton (overleden 1972)
- 23 - John Ainsworth-Davis, Welsh atleet (overleden 1976)
- 23 - Ngaio Marsh, Nieuw-Zeelands detectiveschrijfster (overleden 1982)
- 25 - George Hill, Amerikaans filmregisseur en cameraman (overleden 1934)
- 25 - Gustaf Einar du Rietz, Zweeds lichenoloog, vegetatiekundige en hoogleraar (overleden 1967)
- 25 - Stanley Rous, Engels voetballer, scheidsrechter en sportbestuurder (overleden 1986)
- 29 - Vladimir Propp, Russisch folklorist en taalkundige (overleden 1970)

### mei
- 2 - Ko Korsten, Nederlands zwemmer (overleden 1981)
- 6 - Rudolph Valentino, Italiaans-Amerikaans acteur (overleden 1926)
- 7 - Jetty Riecker, Nederlands toneelspeelster (overleden 1980)
- 8 - Helmer Mörner, Zweeds ruiter (overleden 1962)
- 8 - Edmund Wilson, Amerikaans schrijver (overleden 1972)
- 9 - Frank Foss, Amerikaans atleet (overleden 1989)
- 10 - Kama Chinen, Japanse; sinds 11 september 2009 de oudste mens ter wereld (overleden 2010)
- 12 - William Giauque, Amerikaans scheikundige en Nobelprijswinnaar (overleden 1982)
- 12 - Jiddu Krishnamurti, Indiaas spiritueel leraar (overleden 1986)
- 18 - Augusto César Sandino, Nicaraguaans revolutionair (overleden 1934)
- 18 - Tames Oud, Nederlands beeldend kunstenaar (overleden 1953)
- 22 - Roelof Dijksma, Nederlands tjasker- en molenbouwer (overleden 1975)
- 26 - Dorothea Lange, Amerikaans fotografe (overleden 1965)

### juni
- 8 - Santiago Bernabéu, Spaans voetballer en voorzitter Real Madrid CF (overleden 1978)
- 9 - Kurt Zeitzler, Duits generaal (overleden 1963)
- 10 - Gustav Kinn, Zweeds atleet (overleden 1978)
- 10 - Hattie McDaniel, Amerikaans actrice (overleden 1952)
- 16 - Oswald Wenckebach, Nederlands beeldhouwer en kunstschilder (overleden 1962)
- 24 - Jack Dempsey, Iers-Amerikaans bokser (overleden 1983)
- 26 - Heinrich Paal, Estisch voetballer (overleden 1941)
- 28 - Cicely Mary Barker, Brits illustratrice van de Flower Fairies-boeken (overleden 1973)
- 28 - Kazimierz Sikorski, Pools componist (overleden 1986)

### juli
- 8 - Igor Tamm, Russisch natuurkundige en Nobelprijswinnaar (overleden 1971)
- 10 - Carl Orff, Duits componist (overleden 1982)
- 12 - Richard Buckminster Fuller, Amerikaans architect (overleden 1983)
- 12 - Oscar Hammerstein II, Amerikaans tekstschrijver (overleden 1960)
- 15 - Hans-Georg von Friedeburg, Duits admiraal (overleden 1945)
- 30 - Wanda Hawley, Amerikaans actrice en zangeres (overleden 1963)

### augustus
- 13 - Bert Lahr, Amerikaans acteur en komiek (overleden 1967)
- 31 - Erika Heymann, Duits verzetsstrijdster tijdens de Tweede Wereldoorlog (overleden 1950)

### september
- 13 - Morris Kirksey, Amerikaans atleet (overleden 1981)
- 15 - Hildebrand Gurlitt,  Duitse kunsthandelaar en -verzamelaar (overleden 1956)
- 17 - Margaretha van Denemarken, Deens prinses (overleden 1992)
- 22 - Edwin Argo, Amerikaans ruiter (overleden 1962)
- 27 - Woolf Barnato, Brits autocoureur (overleden 1948)
- 27 - Pieter Herman van der Trappen, Nederlands ingenieur en officier (overleden 1953)
- 29 - Clarence Tom Ashley, Amerikaans folkmusicus (overleden 1967)
- 30 - Lewis Milestone, Amerikaans filmregisseur (overleden 1980)

### oktober
- 1 - Hans Krenning, Nederlands politiefunctionaris (overleden 1975)
- 1 - Annie Verhulst, Nederlands toneelactrice (overleden 1986)
- 2 - Bud Abbott, Amerikaans acteur (overleden 1974)
- 4 - Buster Keaton, Amerikaans acteur en cineast (overleden 1966)
- 5 - Walter Bedell Smith, Amerikaans militair (overleden 1961)
- 8 - Juan Perón, Argentijns president (overleden 1974)
- 8 - Zog (Ahmet Muhtar Bey Zogu Velika), Albanees koning (overleden 1961)
- 11 - Abraham de Korte, Nederlands verzetsstrijder (overleden 1945)
- 13 - Kurt Schumacher, Duits politicus (overleden 1952)
- 13 - Vera Bondam, Nederlands actrice (overleden 1982)
- 16 -Jeanne Lampl-de Groot, Nederlands psycho-analytica (overleden 1987)
- 19 - Lewis Mumford, Amerikaans historicus, wetenschappelijk filosoof en schrijver (overleden 1990)
- 21 - Edna Purviance, Amerikaans actrice (overleden 1958)
- 25 - Robert van Genechten, Vlaams-Nederlands jurist, econoom en bestuurder (overleden 1945)
- 30 - Gerhard Domagk, Duits patholoog, bacterioloog en Nobelprijswinnaar (overleden 1964)
- 30 - Dickinson W. Richards, Amerikaans fysioloog en Nobelprijswinnaar (overleden 1973)

### november
- 1 - Leonhard Seiderer, Duits voetballer (overleden 1940)
- 4 - Robert David Simons, Surinaams jurist, publicist en dichter (overleden 1969)
- 5 - Gé Bohlander, Nederlands waterpoloër (overleden 1940)
- 5 - George Hay, Amerikaans journalist en radio-omroeper (overleden 1968)
- 13 - Jan de Natris, Nederlands voetballer en atleet (overleden 1972)
- 15 - Jean Caudron, Belgisch voetballer (overleden 1963)
- 16 - Paul Hindemith, Duits componist (overleden 1963)
- 19 - Evert van Linge, Nederlands architect en voetballer (overleden 1964)
- 22 - Johan Herman Bavinck, Nederlands predikant, zendeling en hoogleraar (overleden 1964)
- 24 - Eduardo Quisumbing, Filipijns botanicus (overleden 1986)
- 25 - Marcel Gustin, Belgisch atleet (overleden 1977)
- 25 - Ludvik Svoboda, Tsjechisch president (overleden 1979)
- 26 - Bruno Hauptmann, Amerikaans misdadiger (overleden 1936)
- 26 - Bertil Lindblad, Zweeds astronoom (overleden 1965)
- 26 - Bill W., medestichter van Anonieme Alcoholisten (overleden 1971)
- 29 - William Tubman, Liberiaans president (overleden 1971)
- 30 - Johann Nepomuk David, Oostenrijks componist en hoogleraar (overleden 1977)
- 30 - Henri Staal, Nederlands politiefunctionaris (overleden 1980)

### december
- 1 - Henry Williamson, Brits schrijver (overleden 1977)
- 2 - Klaas Voskuil, Nederlands journalist (overleden 1975)
- 3 - Anna Freud, Oostenrijks-Brits psychoanalytica (overleden 1982)
- 4 - Adam Kogut, Pools voetballer (overleden 1940)
- 6 - Henriëtte Bosmans, Nederlands componiste (overleden 1952)
- 13 - Victorio Edades  Filipijns kunstschilder (overleden 1985)
- 14 - Paul Éluard, Frans dichter (overleden 1952)
- 14 - George VI, Brits koning (1936-1952) (overleden 1952)
- 23 - Adriaan Koonings, Nederlands voetballer en voetbalcoach (overleden 1963)
- 30 - August De Boodt, Belgisch politicus (overleden 1986)
- 30 - L.P. Hartley, Engels schrijver (overleden 1972)

### datum onbekend
- Robert Davaux, Belgisch schilder (overleden ±1965)
- Walter Lippmann, Duits advocaat en esperantist (overleden na 1974)
- Geertruida H. Springer, Nederlands kunstschilderes (overleden 1988)

## Overleden
januari

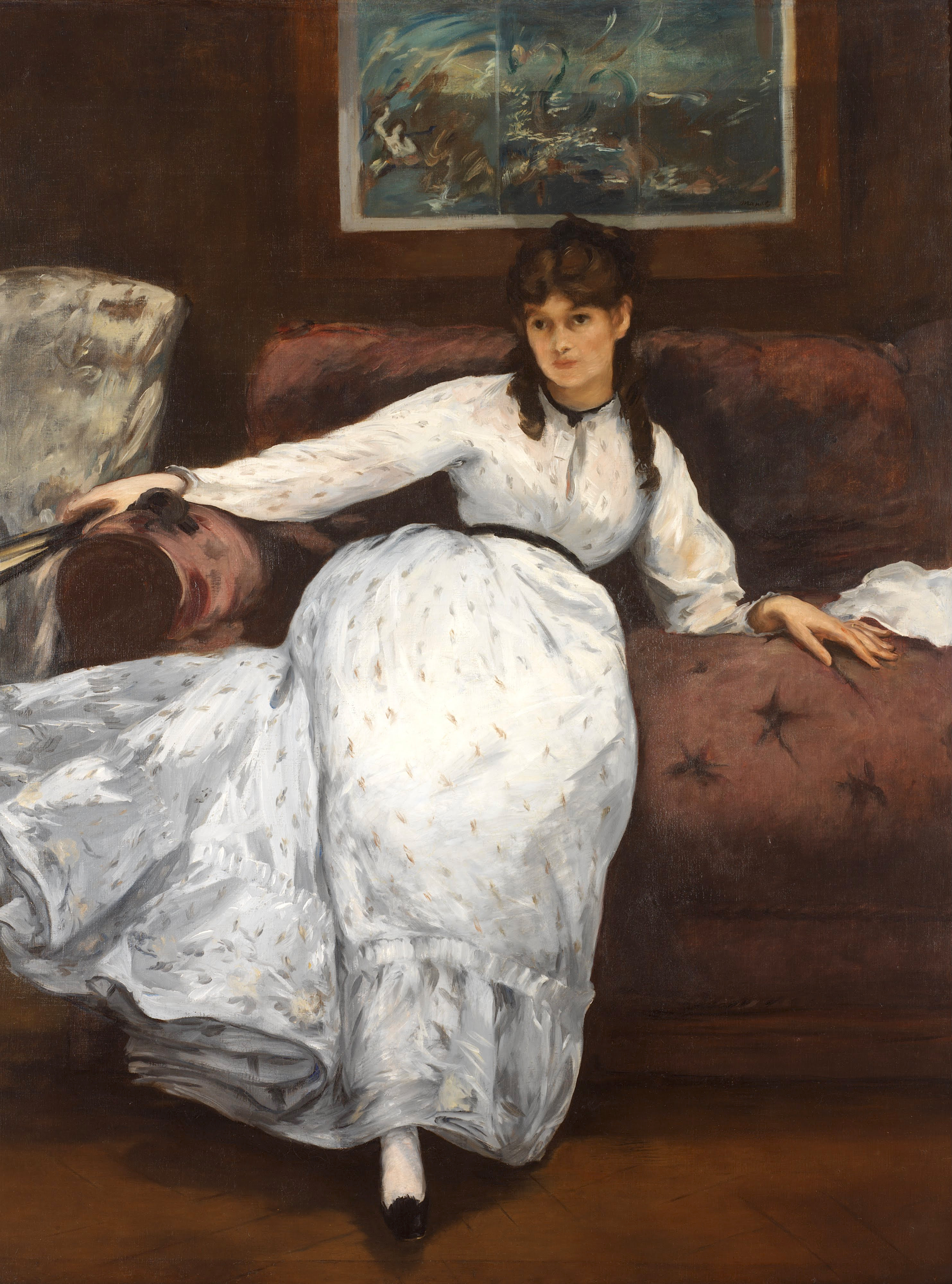
Berthe Morisot, geschilderd door Manet

- 9 - Aaron Lufkin Dennison (82), Amerikaans uurwerkmaker
- 10 - Benjamin Godard (45), Frans componist
- 15 - Charlotte Guest (82), Engels vertaalster (Mabinogion)

februari
- 25 - Royal Earl House (80), Amerikaans ingenieur en uitvinder van de telex
- 25 - Ignaz Lachner (87), Duits violist, organist, componist en dirigent

maart
- 1 - Pauline Musters (19), Nederlands kleinste persoon ooit (59 cm)
- 2 - Berthe Morisot (54), Frans impressionistisch kunstschilder
- 4 - Knud Knudsen (85), Noors taalkundige en pedagoog; uitvinder van het riksmål
- 5 - Nikolaj Leskov (64), Russisch schrijver
- 5 - Henry Rawlinson (84), Brits archeoloog, ontcijferaar van het spijkerschrift
- 10 - Charles Frederick Worth (70), Engels couturier

april
- 22 - Étienne Léopold Trouvelot (67), Frans kunstschilder, astronoom en amateur-entomoloog
- 23 - Carl Ludwig (78), Duits fysioloog

mei
- 2 - Anacleto del Rosario (34), Filipijns scheikundige
- 7 - Alexander August Wilhelm von Pape (82), Pruisisch militair
- 19 - José Martí (42), Cubaans onafhankelijkheidsleider
- 21 - Franz von Suppé (76), Oostenrijks componist
- 30 - Giuseppe Marello (50), Italiaans priester, ordestichter en bisschop
- 31 - Emily Faithfull (60), Engels vrouwenrechtenactivist en uitgever

juni
- 11 - Daniel Kirkwood (80), Amerikaans astronoom
- 29 - Sir Thomas Huxley (70), Engels bioloog

juli
- 28 - Jan Kappeyne van de Coppello (72), Nederlands liberaal politicus

augustus
- 5 - Friedrich Engels (74), Duits filosoof
- 24 - John Francis Loudon (74), Nederlands kamerheer des Konings, hofmaarschalk en ondernemer
- 26 - Johann Friedrich Miescher (51), Zwitsers biochemicus

september
- 8 - Adam Opel (58), Duits industrieel
- 17 - Sigmund Schuckert (48), Duits elektrotechnicus en industrieel
- 21 - Viktor Rydberg (66), Zweeds schrijver, dichter en cultuurhistoricus
- 28 - Louis Pasteur (72), Frans wetenschapper

oktober
- 2 - Eugen Langen (61), Duits ondernemer, ingenieur en uitvinder
- 24 - Meijer de Haan (43), Nederlands kunstschilder
- 25 - Charles Hallé (76), Duits pianist en dirigent

november
- 27 - Alexandre Dumas fils (71), Frans schrijver

december
- 13 - Ányos Jedlik (95), Hongaars benedictijn, natuurkundige en uitvinder

## Weerextremen in België
- september: September met laagste neerslagtotaal: 2 mm (normaal 69,8mm).

Bron: KMI Gegevens Ukkel 1901-2003  met aanvullingen 